# Ратленд (Айова)
Ратленд (англ. Rutland) — місто (англ. city) в США, в окрузі Гумбольдт штату Айова. Населення — 113 особи (2020).

## Географія
Ратленд розташований за координатами 42°45′41″ пн. ш. 94°17′43″ зх. д. / 42.76139° пн. ш. 94.29528° зх. д. (42.761434, -94.295189).  За даними Бюро перепису населення США в 2010 році місто мало площу 2,33 км², уся площа — суходіл.

## Демографія
Згідно з переписом 2010 року, у місті мешкало 126 осіб у 63 домогосподарствах у складі 37 родин. Густота населення становила 54 особи/км².  Було 66 помешкань (28/км²).
Расовий склад населення:
| - 99,2 % — білих |

До двох чи більше рас належало 0,8 %. Частка іспаномовних становила 0,0 % від усіх жителів.
За віковим діапазоном населення розподілялося таким чином: 14,3 % — особи молодші 18 років, 65,9 % — особи у віці 18—64 років, 19,8 % — особи у віці 65 років та старші. Медіана віку мешканця становила 49,0 року. На 100 осіб жіночої статі у місті припадало 100,0 чоловіків;  на 100 жінок у віці від 18 років та старших — 100,0 чоловіків також старших 18 років.
Середній дохід на одне домашнє господарство  становив 38 882 долари США (медіана — 35 625), а середній дохід на одну сім'ю — 45 585 доларів (медіана — 43 750). За межею бідності перебувало 23,5 % осіб, у тому числі 35,1 % дітей у віці до 18 років та 15,0 % осіб у віці 65 років та старших.
Цивільне працевлаштоване населення становило 43 особи. Основні галузі зайнятості: виробництво — 32,6 %, будівництво — 20,9 %, освіта, охорона здоров'я та соціальна допомога — 14,0 %, сільське господарство, лісництво, риболовля — 14,0 %.